# Eggers Wiek

Die Eggers Wiek als Teil der Wismarer Bucht

Die Eggers Wiek ist eine sichelförmige Bucht innerhalb der Wismarer Bucht an der südwestlichen Ostseeküste Mecklenburgs. Der Strandabschnitt liegt etwa sechs Kilometer nordwestlich der Hansestadt Wismar und ist etwa fünf Kilometer lang. Die Küste ist zum Teil steil (bis 11 m ü. NHN), im Mittelteil finden sich auch flache Sandstrände. Gegenüber der Wiek liegt in 3,5 Kilometern Entfernung die Insel Poel.
Begrenzt wird die Eggers Wiek im Nordwesten vom steinigen Kap Hohe Wieschendorfer Huk, westlich dieses Hakens öffnet sich die größere Wohlenberger Wiek. Der Küstenabschnitt der Eggers Wiek gehört zu den Gemeinden Hohenkirchen und Zierow im Landkreis Nordwestmecklenburg. Im Hohenkirchener Ortsteil Hohen Wieschendorf wird der Anleger zu einer Marina ausgebaut, der neben einem Golfplatz am Kap zur weiteren Erschließung des Gebietes für Touristen beiträgt.